# Santiago Ormeño
Santiago Gabriel Ormeño Zayas (ur. 4 lutego 1994 w mieście Meksyk) – peruwiański piłkarz pochodzenia meksykańskiego występujący na pozycji napastnika, reprezentant Peru, od 2025 roku zawodnik chińskiego Qingdao Hainiu.
Jest wnukiem Waltera Ormeño, peruwiańskiego piłkarza i trenera piłkarskiego.